# Spalding University
La Spalding University è un'università privata di indirizzo cattolico con sede a Louisville, nello stato americano del Kentucky.
Fu fondata nel 1814 come Nazareth Academy dalle Suore della Carità ed è intitolata a Catherine Spalding, fondatrice della congregazione. Lo stato del Kentucky diede all'istituto l'autorità di conferire titoli accademici nel 1829.